# Метод Печіні

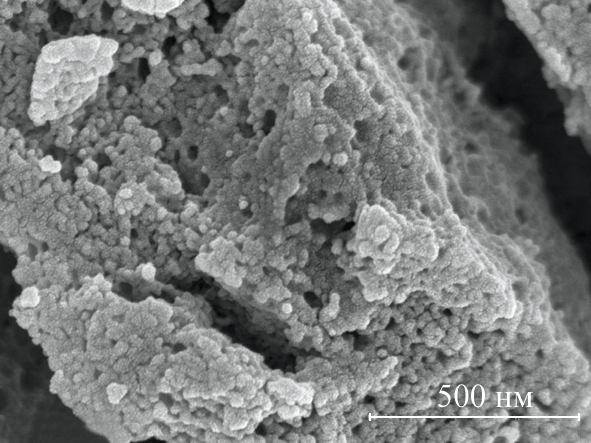
Нанопорошок BaAl2O4, отриманий відпалом полімерного гелю при 800ºС

Метод Печіні, інакше цитратний метод або метод полімерних комплексів (англ. Pechini method або англ. polymerizable complex method, англ. liquid mix technique) — метод синтезу високогомогенних і високодисперсних оксидних матеріалів з використанням комплексоутворення і проміжним отриманням полімерного гелю.

## Характеристика
Метод Печіні був запропонований в 1967 році для нанесення діелектричних плівок титанатів і ніобатів свинцю та лужноземельних елементів при виробництві конденсаторів. Пізніше процес був адаптований для лабораторного синтезу багатокомпонентних високодисперсних оксидних матеріалів. Суть методу полягає в досягненні високого ступеня змішання катіонів в розчині, контрольованому переході розчину в полімерний гель, видаленні полімерної матриці з утворенням оксидного прекурсора і збереженням високого ступеня гомогенності. В ході синтезу солі або алкоксиди металів вносять в розчин лимонної кислоти в етиленгліколь. Вважається, що утворення цитратних комплексів металів нівелює різницю в індивідуальній поведінці катіонів в розчині, що сприяє більш повному змішанню і дозволяє уникнути поділу компонентів на наступних стадіях синтезу. При нагріванні вище 100°С молекули етиленгліколю і лимонної кислоти вступають в реакцію поліконденсації, яка призводить до утворення полімерного гелю з включеними в нього молекулами цитратів. При нагріванні вище 400ºС починаються процеси окислення і піролізу полімерної матриці, що призводить до утворення рентгеноаморфного оксидного і/або карбонатного прекурсора. Подальша термічна обробка цього прекурсору дозволяє отримати потрібний матеріал з високим ступенем однорідності і дисперсності.
В даний час метод Печіні широко використовується для синтезу діелектриків, флуоресцентних і магнітних матеріалів, високотемпературних надпровідників, каталізаторів, а також для нанесення оксидних плівок і покриттів. До переваг методу відносяться простота, майже повна незалежність умов процесу від хімії катіонів, що входять до складу кінцевого матеріалу, і досить низька температура термічної обробки прекурсора, що дозволяє практично повністю виключити процеси спікання при синтезі і отримувати нанокристалічні порошки тугоплавких оксидів. Недоліки методу Печіні включають використання токсичного етиленгліколю і великої маси органічних реагентів в розрахунку на одиницю маси одержуваного матеріалу, відсутність стійких цитратних комплексів деяких елементів (бісмут, кремній і ін.), часткове або повне відновлення одного з компонентів в ході піролізу полімерного гелю (наприклад, міді, свинцю, цинку, рутенію і ін.).